# Parafia Najświętszego Zbawiciela Świata i Matki Bożej Szkaplerznej w Strzegomiu
Parafia Najświętszego Zbawiciela Świata i Matki Bożej Szkaplerznej – parafia rzymskokatolicka w Strzegomiu, woj. dolnośląskim, Polska.
Znajduje się w dekanacie strzegomskim, diecezji świdnickiej. 
Była erygowana 1 marca 1997 r. Jej pierwszym  proboszczem był ks. kanonik Marek Żmuda (1997–2020). Od lipca do września 2020 roku funkcję administratora pełnił ks. Jarosław Żmuda.   
Od września 2020 proboszczem parafii jest ks. Tadeusz Karasiewicz.        